# Ecrizotomorpha taskhiri
Ecrizotomorpha taskhiri är en stekelart som beskrevs av Mani 1939. Ecrizotomorpha taskhiri ingår i släktet Ecrizotomorpha och familjen puppglanssteklar. Inga underarter finns listade i Catalogue of Life.